# Reichswehrministerium

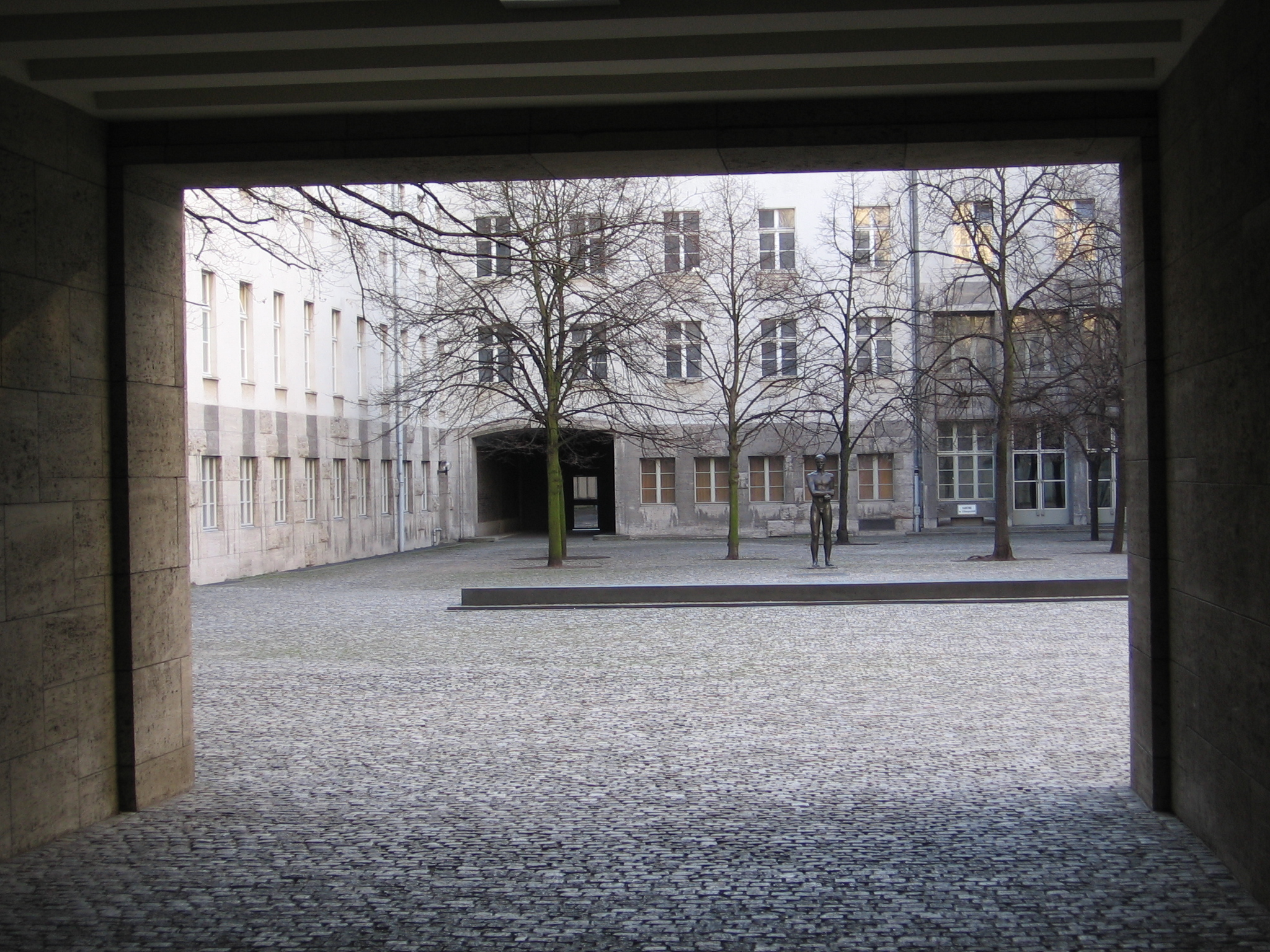
Innenhof des Bendlerblocks, Sitz des Ministeriums (2005)

Das Reichswehrministerium (RWM) wurde entsprechend der Reichsverfassung der Weimarer Republik im Oktober 1919 aus den vier Kriegsministerien (vor allem dem preußischen Kriegsministerium) und dem Reichsmarineamt gegründet; diese Institutionen waren aus dem Kaiserreich überkommen. Das Wehrgesetz vom 21. Mai 1935 verfügte die Umbenennung in Reichskriegsministerium.

## Geschichte
Im Rahmen des Gesetzes über die Bildung einer vorläufigen Reichswehr vom März 1919 erhielt der Reichspräsident den Oberbefehl über die Truppen, während der Reichswehrminister die Befehlsgewalt ausübte. Lediglich in Preußen war die Befehlsgewalt dem preußischen Kriegsminister vorbehalten. Nach dem Inkrafttreten der Weimarer Verfassung am 14. August 1919 wurden die verbliebenen Kriegsministerien der Länder Bayern, Sachsen, Württemberg und Preußen aufgelöst und die Ausübung der Befehlsgewalt beim Reichswehrminister konzentriert. Die Kommandogewalt lag jeweils beim Chef der Heeresleitung beziehungsweise beim Chef der Marineleitung. 1929 wurde ein drittes Leitungsamt etabliert: das Ministeramt, dessen Chef als der politische Stellvertreter des Ministers fungierte. Die Rolle des Generalstabs übernahm seit 1920 das Truppenamt.
Mit der „Verkündung der Wehrhoheit“ 1935 wurde die Heeresleitung zum Oberkommando des Heeres (OKH), die Marineleitung zum Oberkommando der Marine (OKM) und neu aufgestellt ein Oberkommando der Luftwaffe (OKL). Das Ministeramt nannte sich fortan Wehrmachtamt. Als Folge der Blomberg-Fritsch-Krise von 1938 wurde das Wehrmachtamt zum Oberkommando der Wehrmacht (OKW) umgegliedert. Chef des Oberkommandos der Wehrmacht wurde der bisherige Chef des Wehrmachtamtes, General der Artillerie Wilhelm Keitel. Er wurde im Range den Reichsministern gleichgestellt. Das OKW nahm zugleich die Geschäfte des Reichskriegsministeriums wahr; sein Chef übte im Auftrag Adolf Hitlers die bislang dem Reichskriegsminister zugestandenen Befugnisse aus.
Das Rüstungsministerium unterstand von 1942 an Albert Speer und hieß ab 1944 Reichsministerium für Rüstung und Kriegsproduktion. 

## Unterstellungen 1922
- Adjutant des Reichswehrministers Kapitänleutnant Karl Neureuther

- Zentralabteilung des Reichswehrministeriums (Z): Kapitänleutnant Karl Neureuther, nebenamtlich
- Nachrichtenmittel-Zentrale (NB): Kapitänleutnant Ulrich Aschenborn
- Nachrichtenstelle des Reichswehrministeriums: Korvettenkapitän Reinhold Gadow
- Haushaltsabteilung des Reichswehrministeriums, Gruppe Marine (HA M): Fregattenkapitän Friedrich Brutzer
- Rechtsabteilung des Reichswehrministeriums, Marinejustitiariat (J M): Ministerialrat von Thadden

## Ressortchefs
| Name                | Amtsantritt      | Ende der Amtszeit | Partei                   | Kabinett                                                                                               |
| ------------------- | ---------------- | ----------------- | ------------------------ | --- |
| Gustav Noske        | 13. Februar 1919 | 22. März 1920     | SPD                      | Scheidemann, Bauer                                                                                     |
| Otto Geßler         | 27. März 1920    | 19. Januar 1928   | DDP                      | Müller I, Fehrenbach, Wirth I & II, Cuno, Stresemann I & II, Marx I & II, Luther I & II, Marx III & IV |
| Wilhelm Groener     | 28. Januar 1928  | 30. Mai 1932      | parteilos                | Marx IV, Müller II, Brüning I und Brüning II                                                           |
| Kurt von Schleicher | 1. Juni 1932     | 28. Januar 1933   | parteilos                | Papen, Schleicher                                                                                      |
| Werner von Blomberg | 30. Januar 1933  | 27. Januar 1938   | ab 30. Januar 1937 NSDAP | Hitler                                                                                                 |

Noske und Geßler waren Zivilisten, Groener und Schleicher ehemalige Generale und Blomberg ein aktiver General.

## Chef der Heeresleitung
- Generalmajor Walther Reinhardt – 13. September 1919 bis 27. März 1920
- Generaloberst Hans von Seeckt – März 1920 bis Oktober 1926
- Generaloberst Wilhelm Heye – Oktober 1926 bis 31. Oktober 1930
- General der Infanterie Kurt von Hammerstein-Equord – 1. November 1930 bis 27. Dezember 1933
- General der Artillerie Werner Freiherr von Fritsch – 1. Januar 1934 bis 1. Juni 1935

Oberbefehlshaber des Heeres
- Generaloberst Werner Freiherr von Fritsch – 1. Juni 1935 bis 4. Februar 1938

## Chef der Marineleitung
- Vizeadmiral Adolf von Trotha – September 1919 bis März 1920
- Konteradmiral William Michaelis – März bis September 1920 (kommissarisch)
- Admiral Paul Behncke – 1. September 1920 bis 30. September 1924
- Admiral Hans Zenker – 1. Oktober 1924 bis 30. September 1928
- Admiral Erich Raeder – 1. Oktober 1928 bis 1. Juni 1935

Oberbefehlshaber der Marine
- Großadmiral Erich Raeder – 1. Juni 1935 bis 30. Januar 1943

## Chef des Ministeramts
- Generalleutnant Kurt von Schleicher – 1. Februar 1929 bis 1. Juni 1932
- Generalmajor Ferdinand von Bredow – 1. Juni 1932 bis 30. Januar 1933
- Oberst Walter von Reichenau – 1. Februar 1933 bis 1. Februar 1934

Chef des Wehrmachtamtes
- Generalmajor Walter von Reichenau – 1. Februar 1934 bis 30. September 1935
- Generalmajor / Generalleutnant[3] / General der Artillerie[4] Wilhelm Keitel – 1. Oktober 1935 bis 4. Februar 1938

Chef des Oberkommandos der Wehrmacht (OKW)
- General der Artillerie / Generaloberst[5] / Generalfeldmarschall[6] Wilhelm Keitel – 4. Februar 1938 bis 13. Mai 1945